# Paulus Böhmer
Paulus Böhmer (Pseudonym: Jan Lue Verrou; * 20. September 1936 als Paul Christoph Böhmer in Berlin; † 5. Dezember 2018 in Frankfurt am Main) war ein deutscher Schriftsteller.   

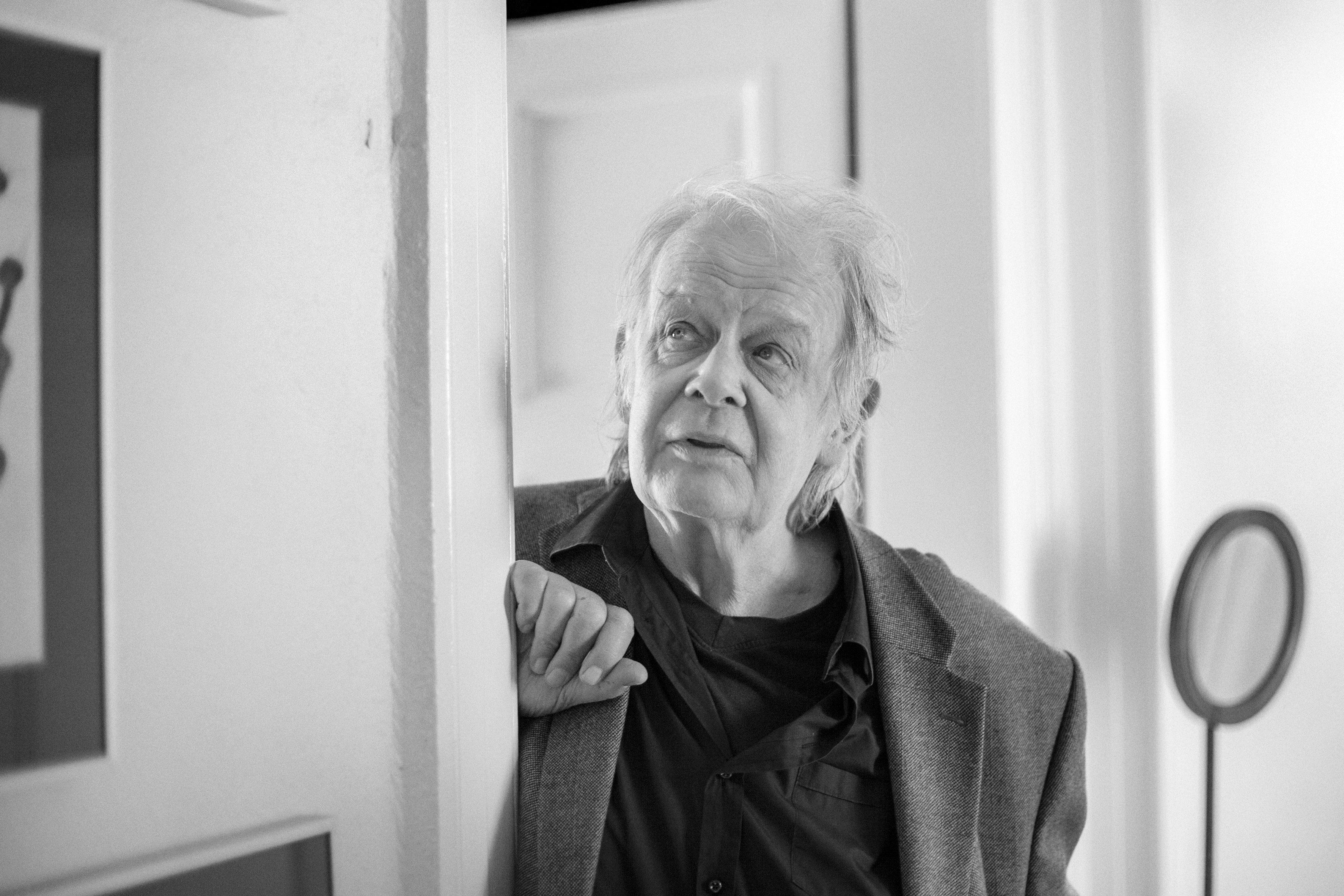
Paulus Böhmer, deutscher Schriftsteller

## Leben und Werk
Paulus Böhmer wuchs in Berlin und ab 1943 in Oberhessen auf. Nach dem Abitur studierte er in Frankfurt am Main Rechtswissenschaften, brach dieses Studium aber ab und war als Bauarbeiter tätig. An der Technischen Universität Berlin begann er Architektur und bei Walter Höllerer Literatur zu studieren. Nachdem er diese Studien abgebrochen hatte, absolvierte er in Mannheim eine Ausbildung zum Industriekaufmann. Ab 1967 lebte er im oberhessischen Nieder-Ofleiden, wo er sich als Stauden- und Ziergraszüchter betätigte. 1974 zog er nach Frankfurt am Main, dort übte er verschiedene Tätigkeiten aus, schrieb und malte nebenher. Von 1985 bis 2001 war er Leiter des Hessischen Literaturbüros in Frankfurt, des heutigen Hessischen Literaturforums. Böhmer war Mitglied des PEN-Zentrums Deutschland.
Der Lyriker Paulus Böhmer war ein Außenseiter der deutschsprachigen Gegenwartsliteratur. Er war Vertreter des rhythmisch-epischen Langgedichts, das mit seinem Nebeneinander von Elementen, die auf den ersten Blick unvereinbar zu sein scheinen, eine rauschhafte Wirkung auf den Leser zu erzeugen versucht. Wichtige Einflüsse auf Böhmers dichterische Entwicklung übten die amerikanischen Beat-Poeten und der Rock ’n’ Roll aus.
Böhmer war mit der deutsch-israelischen Übersetzerin Lydia Böhmer verheiratet und lebte in Frankfurt-Sachsenhausen, wo er am 5. Dezember 2018 mit 82 Jahren verstarb.

## Werke (Auswahl)
- Liederbuch der Quantität. Gedichte (unter dem Namen Paul Christoph Böhmer), mit sieben Lithografien von Bernhard Jäger, Eremitenpresse, Stierstadt im Taunus 1963.
- Pelzblumen unter den Deckeln der Marmeladengläser. Gedichte, Gulliver-Presse, Bad Homburg 1965.
- Softgirls (unter dem Namen Jan Lue Verrou, zusammen mit Bettina von Heuenstein). Mit Fotos von Gunter Rambow, Zero-Press, Frankfurt am Main 1970.
- Aktionen auf der äußeren Rinde, März-Verlag, Frankfurt am Main 1972, ISBN 978-3-87319-101-3.
- Peter O. Chotjewitz: Itschi hat ein Floh im Ohr, Datschi eine Meise.mit zehn farbigen Collagen von Paulus Böhmer, Fackelträger, Hannover 1973.
- Peter O. Chotjewitz: Kinder, Kinder! mit neun farbigen Collagen von Paulus Böhmer, Fackelträger, Hannover 1973.
- Des Edelmannes Ernst muß Luxus sein. mit Vorbemerkungen von Uve Schmidt, Bernhard Jäger und Rolf Haubl, Draier-Verlag, Friedberg 1984, ISBN 978-3-923530-08-3.
- Darwingrad. Gedichte 1966-1986, Anabas-Verlag, Gießen 1987, ISBN 978-3-87038-134-9.
- Mein erster Tod, Paria-Verlag, Frankfurt am Main 1989, ISBN 978-3-922952-15-2.
- Da sagte Einstein. Gedichte 1987-1989, Anabas-Verlag, Gießen 1990, ISBN 978-3-87038-158-5.
- Kaddish, Edition Mariannenpresse, Berlin 1991, ISBN 978-3-922510-62-8.
- Dein schwarzgekacheltes Blut – Dein Blut. Gedichte 1990–1993, Anabas-Verlag, Gießen 1993, ISBN 978-3-87038-256-8.
- Säugerleid. Kaddish & andere Gedichte, 1993-1995, axel dielmann verlag, Frankfurt am Main 1996, ISBN 978-3-929232-29-5.
- Die Ohm, Peter Engstler, Ostheim/Rhön 1997, ISBN 978-3-929375-14-5.
- Eben noch, vor langer Zeit, jetzt / Notiz über Monster [mit Klaus Reichert], axel dielmann verlag, Frankfurt am Main 1997, ISBN 978-3-929232-59-2.
- Von denen Schnecken (zusammen mit Katharina Hacker). axel dielmann verlag, Frankfurt am Main 1999, ISBN 978-3-929232-53-0.
- Palais d’Amorph. Gedichte, axel dielmann verlag, Frankfurt am Main 1999, ISBN 978-3-929232-28-8.
- Du aber bist schön wie eine Million Waggons, Anabas-Verlag, Frankfurt am Main 2000, ISBN 978-3-87038-330-5.
- Lama, Lama Sabachthani, Peter Engstler, Ostheim/Rhön 2001, ISBN 978-3-929375-28-2.
- Wäre ich unsterblich. Gedichte 1996-1999, Deutscher Taschenbuch Verlag, München 2001, ISBN 978-3-423-12892-6.
- Kaddish I – X. Schöffling & Co., Frankfurt am Main, 2002, ISBN 978-3-89561-126-1.
- Fuchsleuchten. Schöffling und Co., Frankfurt am Main, 2005, ISBN 978-3-89561-127-8.
- Kaddish XI – XXI. Schöffling & Co., Frankfurt am Main, 2007, ISBN 978-3-89561-128-5.
- 21 Briefe an Froilleins, Peter Engstler, Ostheim/Rhön 2008, ISBN 978-3-929375-84-8.
- Am Meer. An Land. Bei mir. Peter Engstler, Ostheim/Rhön 2010, ISBN 978-3-941126-06-0.
- Teigwaren auf der Terrasse nachts, Peter Engstler, Ostheim/Rhön 2011, ISBN 978-3-941126-26-8.
- Zum Wasser will alles Wasser will weg, Peter Engstler, Ostheim/Rhön 2014, ISBN 978-3-941126-56-5.
- Wer.ich.bin - über das Zusammenfügen von Teilen. Gedichte, Edition Faust, Frankfurt am Main 2014, ISBN 978-3-945400-01-2.
- daß es Euch gibt. Collagen, Peter Engstler, Ostheim/Rhön 2016, ISBN 978-3-941126-82-4.
- No Home. Gedichte (posthum erschienen), Peter Engstler, Ostheim/Rhön 2019, ISBN 978-3-946685-22-7.

## Übersetzung
- Jehuda Amichai: Jerusalem-Gedichte. Zürich [u. a.] 2000 (übersetzt zusammen mit Lydia Böhmer)
- Jehuda Amichai: Zeit. Frankfurt am Main 1998 (übersetzt zusammen mit Lydia Böhmer)
- Asher Reich: Tel Aviver Ungeduld. axel dielmann verlag, Frankfurt am Main 2000 (übersetzt zusammen mit Lydia Böhmer und Werner Söllner)

## Auszeichnungen
- 2010 wurde Böhmer für sein Lebenswerk mit dem Hölty-Preis für Lyrik ausgezeichnet.[3]
- 2011: Goethe-Plakette des Landes Hessen für sein Lebenswerk[4]
- 2013: Goetheplakette der Stadt Frankfurt am Main[5]
- 2013: Robert-Gernhardt-Preis für das Lyrikprojekt Zum Wasser will alles Wasser will weg[6]
- 2015: Peter-Huchel-Preis für Zum Wasser will alles Wasser will weg[7][8]